# 固定化酶

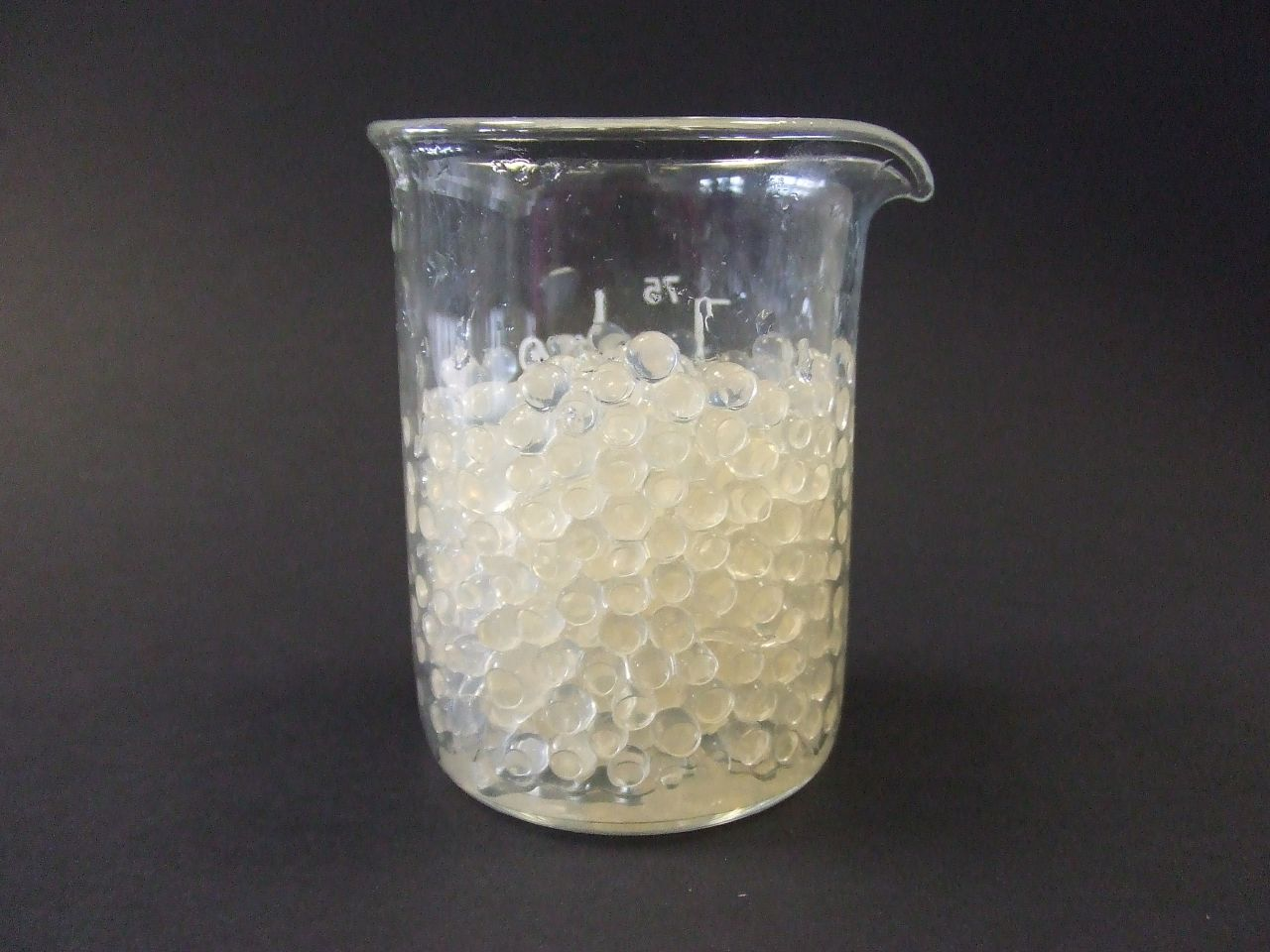
固定在海藻酸盐凝胶中的酶的图片。

固定化酶（immobilized enzyme）是一种酶工程的常见技术。将水溶性酶经过物理或化学方法改造，然后固定到特定载体上，成为水不溶性，能反复连续进行有效催化反应，这样的酶称为固定化酶。这种技术可以使得酶对于pH或者温度的抗逆性增加。这种技术也使得酶在反应中得以被固定，因此可以轻易地与反应物或产物中分离，从而多次使用。这种高效的技术在工业化酶促反应中被广泛应用。固定化酶的其中一种技术也被称作全细胞固定化技术。

## 商業價值
固定化酶具有相当高的商業價值，包括下列優勢：
- 便利性：溶解度較低的蛋白質，藉由此方法可以更簡便地操作。固定後的成品通常僅含有溶劑及產物。
- 經濟性：固定後的酵素具有可再生性。该應用常常應用於利用乳醣酶製造無乳糖牛乳。
- 穩定性：用此法生成的酵素的溫度及化學耐受性均較游離酵素根高。

## 酶的固定化方法
酶的固定法主要有物理法和化学法两大类。

### 物理法

#### 物理吸附法（英语：Affinity-tag binding）
酶被吸附在纤维素、琼脂糖、离子交换树脂等惰性物质的外部。总的来说，这种方法是此处列举方法中最慢的一种。吸附反应并非化学反应，因此，固定化过程中酶的活性位点可能会被基质遮挡，从而显著降低酶的活性。

#### 离子交换吸附法
离子交换吸附法利用酶分子表面的电荷与载体表面的相反电荷之间的静电吸引力，使酶牢固地附着在载体上。

#### 包埋法（Entrapment）
包埋法通过将酶封装在聚合物、凝胶或合成材料中实现固定化。这种方法操作简便，但其缺点是包埋材料的不溶性容易阻碍底物进入或产物移出，从而影响酶的活性和反应速率。因此，包埋法适用于小分子底物等的酶促反应。常见的包埋法有格子型包埋法和微囊型包埋法等。

### 化学法

#### 交联法
酶通过化学反应与基质形成共价结合，这是一种目前最有效的方法。交联法利用双功能或多功能试剂将酶与酶或细胞与细胞之间进行交联。

#### 共价结合法
共价结合法通过共价键将酶与基质牢固结合。这种方法的优点是结合稳固，能有效避免酶从基质上脱落，同时避免了因非共价结合而可能带来的酶活性降低。然而，共价结合法的缺点是可能导致酶的活性位点被部分封闭，从而影响酶的活性。此外，处理过程可能复杂，且固定化过程中的化学反应条件需要精确控制。